# فيرونيكا أندروخيف
فيرونيكا أندروخيف (ولدت في 5 مايو 1996) هي لاعبة كرة قدم أوكرانية تلعب كمهاجم وظهرت مع المنتخب الأوكراني للسيدات.